# Livarot (kaas)
Livarot, bijgenaamd colonel is een halfzachte, magere Franse kaas bereid uit koemelk, uit de streek Normandië. Zijn naam refereert aan het dorpje Livarot in het Arrondissement Lisieux dat tot het Departement Calvados in Frankrijk behoort. Hij heeft een kenmerkend oranje gewassen korst. Om de cilinder heen liggen drie tot vijf bandjes gedroogde grote lisdodde oorzaak van zijn bijnaam de Kolonel. Het typisch doordringende aroma refereert aan koemest. De kaas kan vier tot zes maanden bewaard worden.

## Geschiedenis
De kaas die traditioneel in de zomer werd geproduceerd, werd voor het eerst vermeld in de 17e eeuw, maar slaagde er door de moeilijke bewaring en beperkte transportmogelijkheden te paard gedurende twee eeuwen niet in de afgelegen dorpjes van de departementen Calvados en Orne te verlaten.
Voor het eerst in de 19e eeuw vond de kaas brede ingang en pas in 1930 noteerde men de eerste export. In 1972 werd het een Appellation d'Origine Contrôlée wat erop neerkomt dat de kaas om de twee maanden aan een uitgebreide analyse wordt onderworpen.

## Productie
De kaas wordt gemaakt van geselecteerde koemelk die snel wordt gestremd. De wrongel wordt tweemaal gesneden en de wei wordt afgegoten. Onder regelmatig keren ligt de kaas 24 uur in een warme ruimte. Daarna volgt het wassen en zouten. De initiële rijping duurt minstens 4 weken en gedurende die tijd wordt de kaas nog meermaals gewassen. De korst van de kaas wordt lichtrood, hetgeen versterkt wordt door brevibacterium linens en orleaanboom. Een verdere rijping van 2-3 maanden levert het eindproduct.

## Degustatie
- Optimale degustatie vindt plaats van mei tot september of binnen de vier tot zes maanden na productie.
- De meest geapprecieerde vorm is de lait cru, geserveerd op kamertemperatuur.
- Livarot Lait Cru Appellation d'Origine Contrôlée wordt nooit opgewarmd of verwerkt in gerechten, ook niet in rauwe slaatjes

## Enkele cijfers
- De kaas bevat minstens 230 gram droge massa voor een gewicht van 500 gram en heeft een vetgehalte van minstens 40%.
- Hij wordt standaard aangeboden in cilindervorm met een doorsnede van 12 centimeter en een hoogte van 5 centimeter en heeft dan een gemiddeld gewicht van 230 gram.
- Andere formaten zijn de ¾ livarot, ½ livarot of petit-lisieux en de ¼ livarot.
- Vier kaasboeren zetten jaarlijks 13 miljoen liter melk van 140 melkboeren om in 1350 ton livarot. Slechts 12% hiervan is bereid uit rauwe koemelk (lait cru).